# Natalia Antonova
Pour les articles homonymes, voir Antonova.
Natalia Antonova (Наталия Антонова) est une cycliste russe née le 25 mai 1995 en Russie. Spécialiste des épreuves de vitesse sur piste, elle est notamment championne d'Europe de vitesse par équipes en 2020.

## Palmarès sur piste

### Championnats du monde
- Yorkshire 2019
  - 12e du 500 mètres
- Roubaix 2021
  -  Médaillée d'argent de la vitesse par équipes

### Coupe du monde
- 2016-2017
  - 3e de la vitesse par équipes à Glasgow
- 2019-2020
  - 2e de la vitesse par équipes à Minsk

### Coupe des nations
- 2021
  - 1re de la vitesse par équipes à Saint-Pétersbourg (avec Yana Tyshchenko et Anastasiia Voinova)
  - 3e du 500 mètres à Saint-Pétersbourg

### Championnats d'Europe
- Montichiari 2016
  -  Médaillée d'argent de la vitesse par équipes espoirs
- Anadia 2017
  -  Médaillée de bronze de la vitesse par équipes espoirs
  - 5e du 500 mètres
- Plovdiv 2020
  -  Championne d'Europe de vitesse par équipes (avec Voinova, Shmeleva et Rogovaya)
- Granges 2021
  -  Médaillée de bronze de la vitesse par équipes

### Championnats nationaux
- 2016
  - 3e du 500 métres
- 2017
  - 2e de la vitesse par équipes
- 2018
  - 2e de la vitesse par équipes
  - 3e du keirin
- 2019
  -  Championne de Russie du 500 mètres
  - 2e de la vitesse par équipes
- 2020
  -  Championne de Russie du 500 mètres
  - 2e de la vitesse par équipes
- 2021
  -  Championne de Russie du 500 mètres
- 2022
  - 2e de la vitesse par équipes

### Autres
- 2017
  - Grand Prix de Moscou (500 mètres)
- 2018
  - Cottbuser SprintCup (500 mètres)
- 2019
  - Grand Prix de Moscou (500 mètres)
  - Grand Pris de Minsk (500 mètres)